# Cyriopalus wallacei
Cyriopalus wallacei  (лат.) — вид жуков-усачей из подсемейства собственно усачей. Распространён в Малайзии, Мьянме, Таиланде и Лаосе. Длиной около 45 мм.